# Buscando chilenos 2
Buscando Chilenos 2: La venganza continúa es el tercer disco de estudio de la banda de rock chilena Sexual Democracia

## Historia
Tras el éxito alcanzado en su primer disco, el grupo se consolida con su aparición en el Festival de Viña del Mar de 1992, lo que ayudo a la promoción de este disco que logró buenas ventas, aunque menores a la de su anterior trabajo. Destacan canciones como "Grandes historias de pueblos chicos", "Parece que me quieren echar", "El 20 a Yumbel", entre otras.

## Lista de Canciones
| N.º | Título                                                      | Escritor(es)                            | Duración |  |
| 1.  | «Don't cry Gary Hart»                                       | Barriga                                 | 1:39     |  |
| 2.  | «Grandes historias de pueblos chicos»                       | Barriga                                 | 5:58     |  |
| 3.  | «Ordinario's In»                                            | Barriga, Briceño                        | 4:22     |  |
| 4.  | «Parece que me quieren echar»                               | Barriga                                 | 2:54     |  |
| 5.  | «Pa' la polola»                                             | Céspedes, Magdalena                     | 5:04     |  |
| 6.  | «Condón nacional»                                           | Barriga, Del Pino                       | 5:01     |  |
| 7.  | «Igual va a haber rock»                                     | Barriga, Céspedes, Magdalena y Del Pino | 4:50     |  |
| 8.  | «Marichihueu»                                               | Barriga, Gonzalez                       | 3:40     |  |
| 9.  | «El 20 a Yumbel»                                            | Barriga                                 | 6:19     |  |
| 10. | «No me estes, no me estis»                                  | Sexual Democracia                       | 4:14     |  |
| 11. | «Últimos Ordinario's In» (Continuación de "Ordinario's In") | Barriga, Briceño                        | 1:28     |  |
| 12. | «Dime de donde eres»                                        | Sexual Democracia                       | 3:33     |  |

## Músicos

### Sexual Democracia
- Miguel Barriga: Voz líder
- Iván Briceño: Teclados y coros
- German Céspedes: Bajo y coros
- Andrés Magdalena: Guitarra
- Claudio Del Pino: Batería

### Músicos invitados
- Alejandro Vázquez: Saxo y flauta en "Parece que me quieren echar" y "Últimos ordinario's In
- Raúl Aliaga: Percusión
- Rolando Arancibia: Teclados
- Cecil Gonzalez: Instrumentos Mapuche en "Marichihueu"
- Sixto Machuca: Acordeón en "Don't cry Gary Hart" y "Grandes historias de pueblos chicos"
- Larry Lizama, Gary Lizama, Monica Castillo y Loreto Bisbal: Coros[1]